# Плантейшен (округ Сарасота, Флорида)
Плантейшен (англ. Plantation) — статистически обособленная местность, расположенная в округе Сарасота (штат Флорида, США) с населением в 4168 человек по статистическим данным переписи 2000 года.

## География
По данным Бюро переписи населения США статистически обособленная местность Плантейшен имеет общую площадь в 6,22 квадратных километров, водных ресурсов в черте населённого пункта не имеется.

## Демография
По данным переписи населения 2000 года в Плантейшенe проживало 4168 человек, 1650 семей, насчитывалось 2143 домашних хозяйств и 2837 жилых домов. Средняя плотность населения составляла около 670,1 человек на один квадратный километр. Расовый состав населённого пункта распределился следующим образом: 98,63 % белых, 0,24 % — чёрных или афроамериканцев, 0,19 % — коренных американцев, 0,31 % — азиатов, 0,31 % — представителей смешанных рас, 0,31 % — других народностей. Испаноговорящие составили 0,82 % от всех жителей статистически обособленной местности.
Из 2143 домашних хозяйств в 4,9 % воспитывали детей в возрасте до 18 лет, 74,5 % представляли собой совместно проживающие супружеские пары, в 1,9 % семей женщины проживали без мужей, 23,0 % не имели семей. 20,3 % от общего числа семей на момент переписи жили самостоятельно, при этом 15,0 % составили одинокие пожилые люди в возрасте 65 лет и старше. Средний размер домашнего хозяйства составил 1,94 человек, а средний размер семьи — 2,19 человек.
Население статистически обособленной местности по возрастному диапазону по данным переписи 2000 года распределилось следующим образом: 4,6 % — жители младше 18 лет, 1,2 % — между 18 и 24 годами, 6,3 % — от 25 до 44 лет, 29,8 % — от 45 до 64 лет и 58,1 % — в возрасте 65 лет и старше. Средний возраст жителей составил 68 лет. На каждые 100 женщин в Плантейшенe приходилось 88,9 мужчин, при этом на каждые сто женщин 18 лет и старше приходилось 89,8 мужчин также старше 18 лет.
Средний доход на одно домашнее хозяйство статистически обособленной местности составил 51 797 долларов США, а средний доход на одну семью — 53 970 долларов. При этом мужчины имели средний доход в 33 661 доллар США в год против 21 990 долларов среднегодового дохода у женщин. Доход на душу населения статистически обособленной местности составил 51 797 долларов в год. Все семьи имели доход, превышающий уровень бедности, 0,9 % от всей численности населения находилось на момент переписи населения за чертой бедности, при том все жители младше 18 и старше 65 лет имели совокупный доход, превышающий прожиточный минимум.